# Bistum Yakima
Das Bistum Yakima (lat.: Dioecesis Yakimensis) ist ein Bistum der römisch-katholischen Kirche in den Vereinigten Staaten mit Sitz in Yakima. Es umfasst die Countys Benton, Chelan, Douglas, Grant, Kittitas, Klickitat und Yakima im Bundesstaat Washington.

## Geschichte
Papst Pius XII. gründete es am 23. Juni 1951 aus Gebietsabtretungen des Bistums Spokane und des Erzbistums Seattle, dem es auch als Suffragandiözese unterstellt wurde.

## Bischöfe von Yakima
- Joseph Patrick Dougherty (9. Juli 1951–5. Februar 1969)
- Cornelius Michael Power (5. Februar 1969–15. Januar 1974, dann Erzbischof von Portland in Oregon)
- Nicolas Eugene Walsh (5. September 1974–10. August 1976)
- William Stephen Skylstad (16. Februar 1977–17. April 1990, dann Bischof von Spokane)
- Francis Eugene George OMI (10. Juli 1990–30. April 1996, dann Erzbischof von Portland in Oregon)
- Carlos Arthur Sevilla SJ (31. Dezember 1996–12. April 2011)
- Joseph J. Tyson (seit 12. April 2011)